# Mauritz Clairfelt
Mauritz Clairfelt, född 12 december 1780 i Paris i Frankrike, död 1841 i Lund, var en svensk militär. Han var illegitim son till Gustaf Mauritz Armfelt och demoiselle L'Eclair. 

## Biografi
Clairfelt föddes som utomäktenskapligt barn till gustavianen Gustaf Mauritz Armfelt och en av hans franska älskarinnor, skådespelerskan demoiselle L'Eclair. Inte förrän sonen var fyra år gammal träffade Armfelt honom för första gången på en genomresa i Frankrike. Sonen kvarblev dock hos modern vars liv fick ett abrupt slut ett par år senare då hon misstänktes för aristokratiska tänkesätt av det styrande nationalkonventet i Frankrike och avrättades. Armfelt hade dock inte förlorat sonen ur sikte utan tog honom till Sverige 1792 där han fyra år senare inskrevs som kadett vid Karlbergs krigsakademi. Utexaminerad 1799 blev han samma år stabsfänrik vid Bohusläns regemente men fick snart permission i tre år för att gå i utländsk krigstjänst. 1802-1803 var han attaché hos fadern vid svenska legationen i Wien. Sistnämnda år fick han även tillstånd att tjänstgöra i Österrikiska armén sedan han utnämndes till löjtnant i svenska armén. Samma år erhöll han även adelskap från Kejsardömet Österrike.
Åter i Sverige 1806 blev han kapten i armén 1807 och vid utbrottet av finska kriget 1808 placerades han som stabsadjutant hos generaladjutanten Gustaf Löwenhielm och utmärke sig bl.a. i striden vid Haistila där han blev sårad Hans insats i detta krig blev dock kortvarig då han samma år tillsammans med Löwenhielm blev sårad och tillfångatagna av ryssarna den 16 april och frisläpptes först 4 april 1809. 
Efter krigsslutet avancerade Clairfelt i rask takt och blev överste 1814, upphöjdes i svenskt adligt stånd 1816 under namnet Clairfelt, blev chef för Södra skånska infanteriregementet (Södra skåningarna) 1818 och slutligen generalmajor i armén och förste adjutant hos kung Karl XIV Johan år 1829. Under flera perioder 1823, 1839 och 1840 förde han så som tillförordnad general befälet i Skåne. Han dog i tjänst 1841 av vattusot (ödem).
Hans gravvård finns på Gamla begravningsplatsen i Malmö.
Clairfelts militära avancemang underlättades till viss del av faderns inflytande men huvuddelen stod att finna i hans egna förmågor. Som chef för Södra skånska infanteriregementet under 23 år gjorde han sig uppskattad bland såväl officerare som övrigt manskap.
Han var gift första gången 1810—1816 med friherrinnan Emelie Fredrika Aurora De Geer af Finspång (1782–1828), andra gången 1818 med Eva Lovisa Halleborg (1797–1818) och tredje gången 1820 med friherrinnan Amalia Sophia Oxenstierna af Eka och Lindö (1790–1861). I första äktenskapet föddes dottern Julie Eugenia Emilia Aurora Clairfeldt (1813–1825) och i tredje giftet sönerna kapten Axel Johan Mauritz Clairfeldt (1821–1908) och borgmästaren Eugène Clairfelt (1824-1879).